# Psaliodes cronia
Psaliodes cronia är en fjärilsart som beskrevs av Druce 1893. Psaliodes cronia ingår i släktet Psaliodes och familjen mätare. Inga underarter finns listade i Catalogue of Life.